# دانشگاه آزاد بورگاس
دانشگاه آزاد بورگاس (به لاتین: Burgas Free University) یک دانشگاه در بلغارستان است که در بورگاس واقع شده‌است.